# Питель Марія Яремівна
Марія Яремівна Питель (Пономаренко; нар. 21 жовтня 1928, Митниця) — українська художниця тканин.

## Біографія
Народилася 21 жовтня 1928 року в селі Митниці (нині Фастівський район Київської області, Україна). 1950 року закінчила Київське училище прикладного мистецтва. Працювала на Чернівецькому, а з 1956 року на Дарницькому шовковому комбінаті.

## Творчість
Створювала малюнки для жаккардових килимів (килим «Сонце», 1957) та меблевих тканин («Геометрична», 1957; «Ромбики», 1958; «Рослинна», «Дзвіночки», 1959), широки використовуючи мотиви українського народного орнаменту.